# La Montagne (chanson)
Pour les articles homonymes, voir La Montagne.
La Montagne est une chanson française composée, écrite et interprétée par Jean Ferrat, extraite de l'album studio homonyme et sortie en 1964. Il s'agit de son titre le plus célèbre.

## Genèse
Amoureux de l'Ardèche, Jean Ferrat compose La Montagne à la fin de l'été 1964 durant un séjour à Antraigues-sur-Volane où il finit par s'installer en 1973. Ce lieu lui sert de source d'inspiration pour cette chanson, que les habitants de la commune se sont d'ailleurs réappropriée en la surnommant « notre chanson ».
En 1964, Jean Ferrat achète une maison en mauvais état à Antraigues. Durant les travaux de rénovation, il loge à l'auberge Lo Podello, tenue par l'artiste Hélène Baissade. Selon cette dernière, il écrit les paroles de La Montagne dans cette auberge et compose la musique sur son piano. Toutefois, le biographe Robert Belleret affirme qu'il s'agit d'une légende et qu'il a trouvé la mélodie sur sa guitare. 
Dans une interview publiée le 5 janvier 1965 dans L'Humanité, le chanteur confie avoir écrit cette chanson pour sa femme Christine Sèvres. Plus tard, il dira avoir écrit cette chanson très rapidement : « En deux ou trois heures, j'en avais fait l'essentiel. Après j'ai fignolé,. » Il explique l'avoir écrite « très facilement parce que c’est un contact vrai avec la réalité d’un pays [...] ».

## Analyse
La Montagne a pour thème l'exode rural qui touche la France à cette époque, en particulier celui des paysans ardéchois.
Elle est qualifiée de « poétique », mais aussi de « sociologique » et de « politique ». Ferrat insiste sur la dimension politique : « La Montagne » est politique. […] Elle évoque quelque chose qui touche énormément les gens : l’abandon de la terre natale. […] Presque tous les Parisiens sont fils ou petit-fils de paysans, alors, il y a un pincement au cœur,. » La chanson est également décrite comme la « première chanson écologiste », ce que réfute néanmoins le biographe Daniel Pantchenko : « À l'époque, quinze ans après la fin de la guerre, en plein essor de la fameuse société de consommation, qui est écolo ? Pas grand monde et certainement pas Jean Ferrat qui, aux côtés du PCF, inclut alors de façon implicite et globale l'avenir de la planète dans la lutte des classes... et qui, par corollaire, considérera comme « diviseur de la classe ouvrière » tout candidat indépendant de ce type à une élection. » Jean Ferrat commente par ailleurs : « L’écologie, pour moi, ce n’est pas seulement la nature, les petits oiseaux, les fleurs, les châtaignes, c’est la vie des hommes dans ces lieux-là,. »

## Reprises et adaptations

### Reprises
- Alain Barrière sur l'album Chansons françaises en 2007.
- Dominique Walter parodie la chanson en chantant Les Vosgiennes[14].
- La Montagne est reprise par Manon, jouée par Loreyna Colombo, dans le film La Première Étoile en 2008.
- L'auteur-compositeur-interprète français Didier Barbelivien la chante en 2012 dans un album de compilation[15].

### Adaptations
- Le chanteur néerlandais Wim Sonneveld interprète La Montagne en néerlandais en 1974 sous le titre Het Dorp (« Le Village »), adaptation écrite par Friso Wiegersma, en hommage à Deurne. Cette adaptation constitue désormais un classique du répertoire néerlandophone.